# Flagge Korsikas

Flagge Korsikas (traditionell; 1755–1769; seit 1980)

Flagge Korsikas vor 1755

Die Flagge Korsikas wurde von Pasquale di Paoli, dem „General der Nation“, im Jahr 1755 (andere Quellen sagen 1760) als Zeichen Korsikas eingeführt. 1762 wurde ein schwarzer Kopf auf weißem Grund mit Stirnband von Paoli und der von ihm geleiteten Consulta zum offiziellen Wappen und Symbol für den Freiheitskampf der Korsen bestimmt.

## Beschreibung
Die Flagge basierte auf einer traditionellen Flagge, die bereits Ende des 14. Jahrhunderts im Armorial Gelre aufgeführt ist. Die Flagge zeigt den schwarzen Kopf eines Mohren. Die schwarze Person trägt ein weißes Stirnband, das um ihre Stirn gebunden ist. Der Hintergrund ist weiß. In älteren Wappen war das Stirnband um die Augen gebunden. Paoli gestaltete das Wappen um und ließ das Stirnband um die Stirn wickeln. Ebenfalls wurde vom alten Wappen ein Ohrring entfernt. Dies sollte die Befreiung der Korsen symbolisieren.

« Les Corses veulent y voir clair. La liberté doit marcher au flambeau de la philosophie. Ne dirait-on pas que nous craignons la lumière ? »

„Die Korsen wollen klar sehen. Die Freiheit muss durch das Licht der Philosophie erleuchtet werden. Werden die Leute nicht denken, dass wir das Licht fürchten ?“

Die Korsische Republik, die zwischen 1755 und 1769 bestand, benutzte diese Flagge. Als die Franzosen die Macht übernahmen, durch den Kauf Korsikas von der Republik Genua, wurde die Flagge verboten.
Während dieser Phase der französischen Beherrschung (1769–1789) diente die Flagge als Ausdruck des Widerstandes unter korsischen Patrioten. Allerdings wurde von diesen wieder die Version mit den verbundenen Augen geführt.
Während der Zeit des Anglo-Korsischen Königreiches (1794–1796) wurde neben dem britischen Wappen die Version mit den nichtverbundenen Augen benutzt. Nachdem die Franzosen die Macht wiedererlangten, wurde die Flagge bis 1980 offiziell nicht mehr benutzt.

## Herkunft

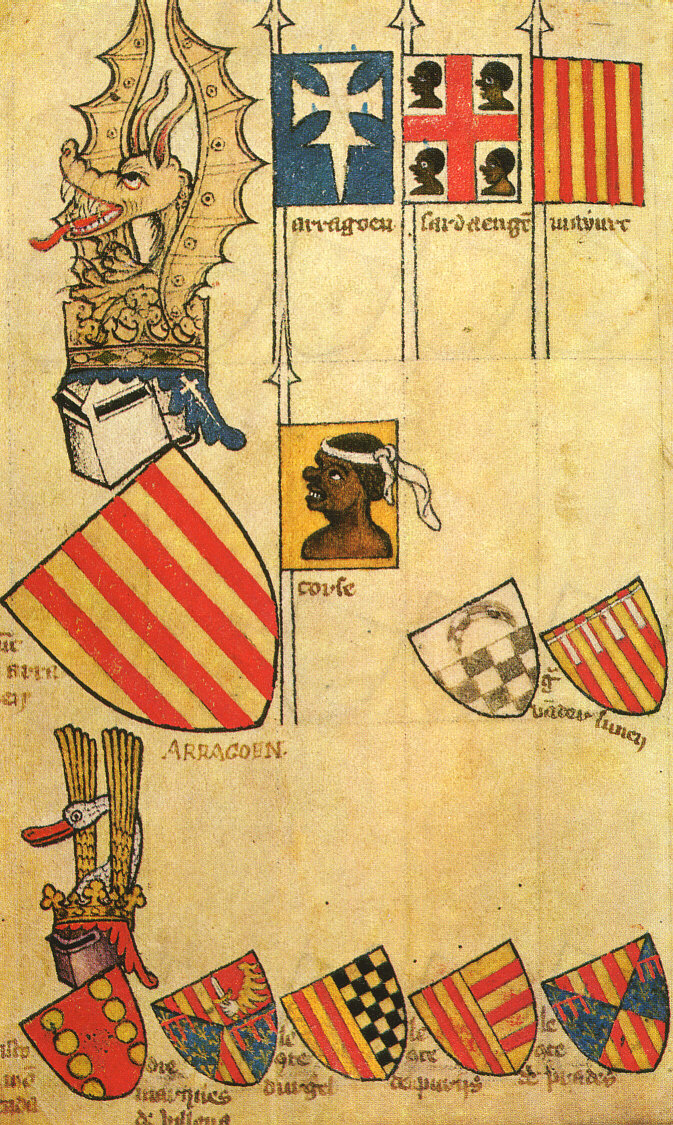
Armorial Gelre (Folie 62r) vom Ende des 14. Jahrhunderts, das den Maurenkopf mit weißer Stirnbinde als Zeichen Korsikas dem Herrschaftsbereich Aragoniens zuordnet

Es gibt mehrere Legenden und Erklärungen über die Entstehung des Zeichens.
In der Geschichte Aragoniens geht es auf die Schlacht von Alcoraz, eine Feldschlacht der Reconquista, und die danach einsetzende mittelalterliche Legendenbildung um die Figur des Heiligen Georg zurück. Nach der Expansion der Krone von Aragonien, unter deren Personalunionen seit dem Frieden von Anagni auch Sardinien und Korsika regiert wurden, wurde das Zeichen des Georgskreuzes mit den vier Maurenköpfen auf Sardinien und der Maurenkopf mit weißer Stirnbinde, ein aragonisches Symbol für die in der Reconquista unterworfenen Maurenherrscher, auf Korsika bezogen. Entsprechend ordnete das Ende des 14. Jahrhunderts entstandene Armorial Gelre diese Symbole der Krone von Aragonien zu, dort repräsentiert durch das Wappen Aragons mit den vier roten Pfählen („barras de Aragón“). Als der deutsche Baron Theodor von Neuhoff sich 1736 selbst zum ersten und einzigen König Korsikas wählen ließ, war sein Schiff, auf dem er in Korsika angekommen war, mit der aragonischen Flagge Sardiniens ausgestattet, dem Georgskreuz mit den vier Maurenköpfen. Bei seinem Triumphzug durch Korsika führte er dann ein Porträt von sich mit, auf dem unten ein abgewandeltes korsisches Wappen abgebildet war. Auf einem Schild zeigte es den nach rechts gerichteten Kopf mit Augenbinde und einer Kette um den Hals. Im Zuge der Gründung der Korsischen Republik verzichtete Pasquale Paoli auf die Darstellung der Kette und rückte die Binde nach oben, so dass sie wieder als Stirnband erschien.
Eine andere Legende setzt an der historischen Tatsache an, dass Korsika Schauplatz des Kampfes der Christen gegen die sarazenischen Mauren im 9. und 10. Jahrhundert war. Eine legendäre Gestalt des christlichen Widerstandes war Ugo Colonna. Colonna soll den König Nugalon besiegt und die Muslime zwangsweise getauft haben.
Einer weiteren Legende nach geht dieses Symbol auf einen Kampf zwischen einem arabischen Herrscher, einem Mauren, und einem Korsen um dessen Verlobte zurück, die der Maure entführt hatte. Im Kampf blieb der Korse siegreich, und er schlug dem Mauren den Kopf ab, spießte ihn auf eine Lanze und reckte ihn hoch in den Himmel. Für das Stirnband gibt es eine eigene Legende: Nach dem Sieg der Pisaner und Genueser über die Mauren sollte ein maurischer Gefangener hingerichtet werden, dem dazu die Augen mit einem weißen Tuch verbunden wurden. Der Maure wollte aber sehenden Auges sterben und schob daher das Tuch hoch zur Stirn.